# Kloster Călărășeuca

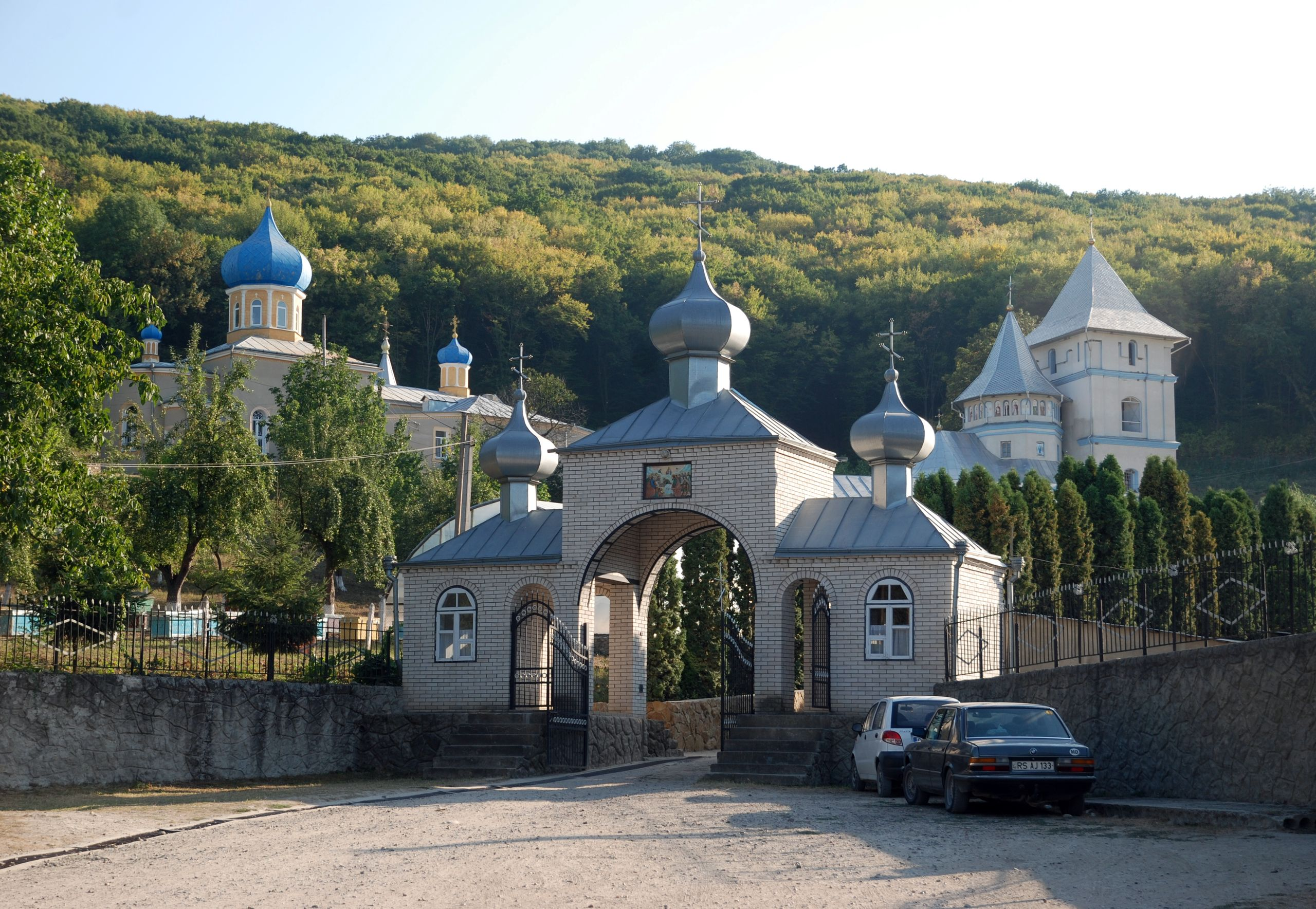
Eingang, dahinter links Hauptkirche mit achteckigem Zwiebelturm über der Zentralkuppel. Rechts kleinere Winterkirche

Das Kloster Călărășeuca (rumänisch Mănăstirea Călărășeuca, russisch Каларашовский монастырь) ist ein im 18. Jahrhundert gegründetes Kloster der Moldauisch-Orthodoxen Kirche im Rajon Ocnița im Ostnordosten der Republik Moldau.

## Lage
Koordinaten: 48° 24′ 34,4″ N, 27° 50′ 10,8″ O
Das Kloster Călărășeuca liegt am rechten (westlichen) Ufer des Dnister (rumänisch Nistru) etwa sechs Kilometer südöstlich der Stadt Otaci. Am südlichen Ortsrand von Otaci zweigt von der Schnellstraße (R8) Richtung Soroca eine Nebenstraße nach Osten ab, die durch die Gemeinde Călărășeuca, auch Calaraşovca, am Flussufer entlang führt. Călărășeuca ist eine weitläufige ländliche Siedlung, die aus ein- bis zweigeschossigen Einfamilienhäusern mit Walmdächern besteht, die von großen Gärten mit Obstbäumen umgeben sind. Die Gemeinde Călărășeuca (Calaraşovca) besteht aus dem gleichnamigen Dorf, dessen Ortsmitte nach drei Kilometern vom Abzweig an einer Bushaltestelle und dem Neubau einer Kirche erreicht ist. Das Dorf hat 1725 Einwohner gemäß der Volkszählung von 2004, davon sind rund 90 Prozent Ukrainer, 6 Prozent Moldauer und 3 Prozent Russen. Zur Gemeinde Calaraşovca gehört ferner das Dorf Berezovca mit 567 Einwohnern (2004) einige Kilometer südlich, jenseits der Straße nach Soroca. Die gesamte Gemeinde hat somit 2292 Einwohner (2004).
Der flache Uferbereich ist maximal 150 Meter breit und wird von einer steil ansteigenden, dicht bewaldeten Hügelkette begrenzt, die zum Landschaftsschutzgebiet erklärt wurde. Neun Kilometer südlich von Otaci liegt das Dorf Unguri an der Grenze zum Rajon Dondușeni. Eine Brücke über den Nistru verbindet Unguri mit der ukrainischen Seite (kein internationaler Grenzübergang). Vor dem direkt am Fluss aufsteigenden Hügel am Ortsende von Unguri verlässt die Nebenstraße das Flusstal und führt zur R9. Die Zufahrt zum Kloster Călărășeuca zweigt einen Kilometer nach den letzten Häusern von Călărășeuca und zwei Kilometer vor Unguri an einer Kapelle ab. Das nächstgelegene Kloster ist das um 1777 gegründete Nonnenkloster Rudi (Mănăstirea Rudi) am Hang eines Seitentals des Nistru. Es liegt sechs Kilometer Luftlinie südlich von Unguri, ist jedoch nicht entlang des Flussufers, sondern nur über die R9 und das Dorf Rudi (am Struve-Bogen) zu erreichen.

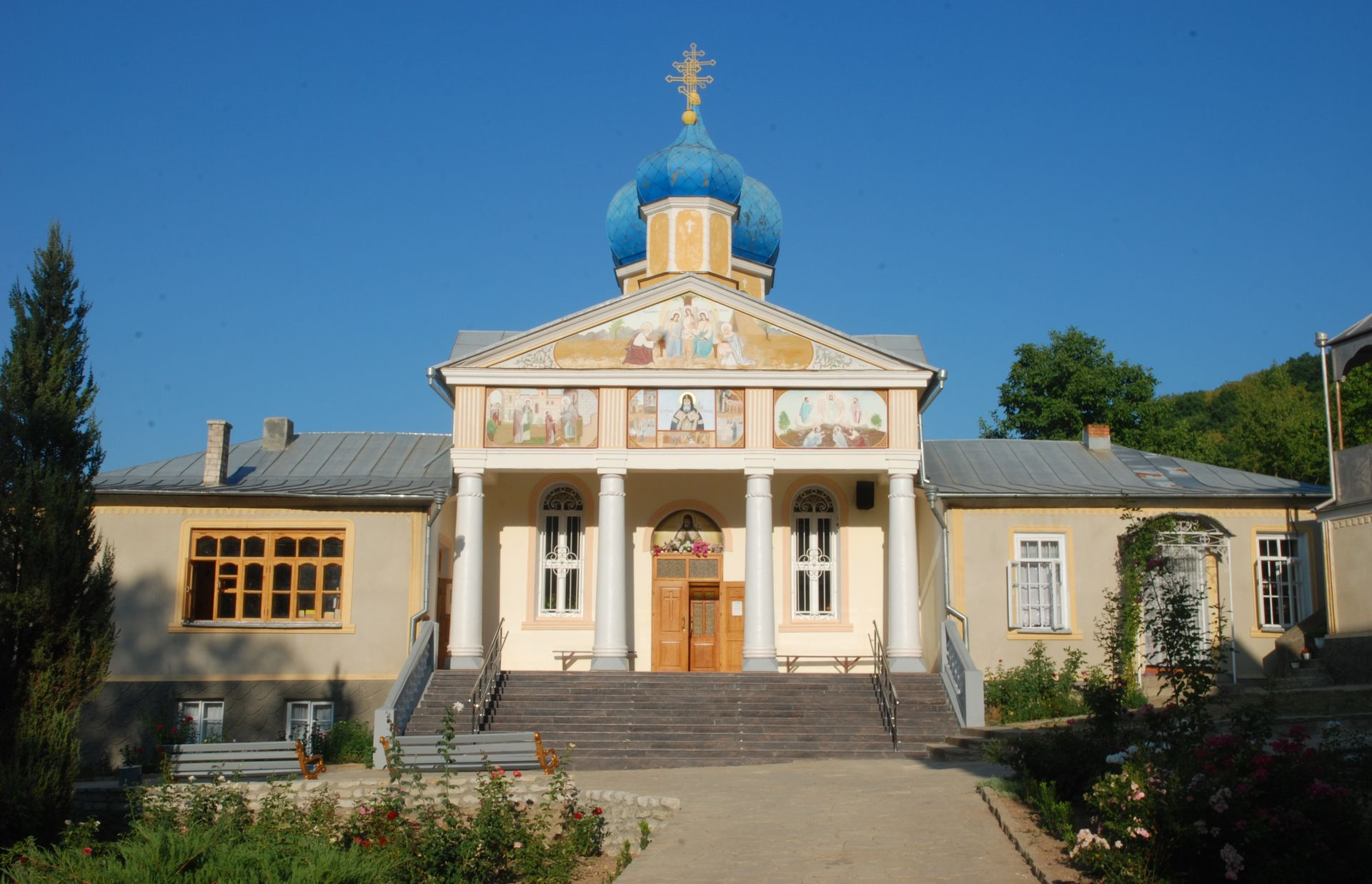
Hauptkirche

Die flachwellige weite Landschaft im Norden Moldaus mit Höhen zwischen 300 und 400 Metern, die nach ihrer ursprünglichen Vegetation als Waldsteppe mit Gräsern, Büschen und niedrigen Bäumen bezeichnet wird, bietet nur an den Flussläufen und Seitentälern des Nistru und des Răut natürliche Rückzugsräume, in denen daher im 17. und 18. Jahrhundert bevorzugt Klöster gegründet wurden. Die ältesten Anlagen gehen auf spätmittelalterliche Wohnhöhlen von Eremiten zurück, wie ab dem 11. Jahrhundert beim Kloster Țipova (Mănăstirea Țipova, im Rajon Rezina), dem verehrten Pilgerkloster Saharna am Nistru (Rajon Rezina) und in Orheiul Vechi am Răut.
Das Kloster liegt in einem kleinen Talkessel und ist bis auf den Zugang von der Flussebene auf drei Seiten von steilen Hügeln umgeben, die rund 200 Meter aufragen. Während die wenigen Waldinseln des Landes überwiegend aus Eichen und Buchen bestehen, gedeiht auf den Hügeln von Călărășeuca ein dichter Wald mit einem hohen Anteil an Nadelhölzern. Eine Einsiedlerhöhle mit einem Kreuz davor befindet sich in einer Felswand oberhalb des Klosters. Mehrere landwirtschaftliche Nebengebäude und Traktoren zeigen, dass die Bewohner des Klosters mit dem Anbau der umliegenden Getreidefelder beschäftigt sind. Die beiden großen Kirchen dominieren den oberen Teil der Anlage, dessen Zentrum ein großes, von drei Quellen gespeistes Wasserbecken bildet.

## Geschichte

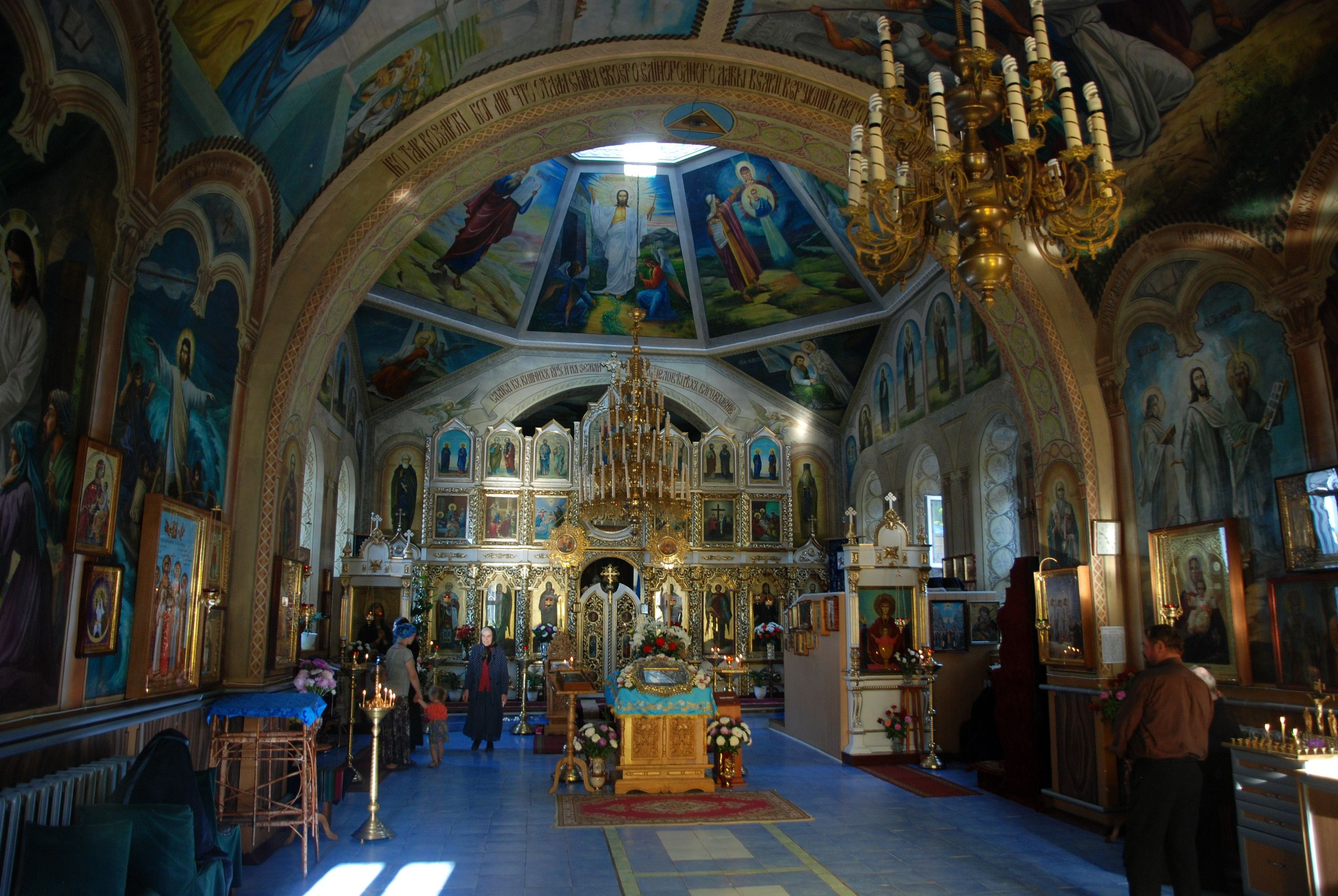
Vorraum und Kuppelsaal der Hauptkirche

Das Kloster entstand an einem Ort, an dem seit langer Zeit Einsiedlerhöhlen existierten. Ende des 16. oder Anfang des 17. Jahrhunderts wurde möglicherweise eine Holzkirche gebaut. Die Klostergründung fällt in das 18. Jahrhundert. Im Jahr 1780 war die alte Kirche nicht mehr zu verwenden und Hagi Marcu Donici, ein Abt aus Moghilǎu am linken Ufer des Nistru, ließ die erste steinerne Kirche erbauen, die 1782 der Mariä Aufnahme in den Himmel geweiht wurde. Seit 1812 gehörte die Landschaft Bessarabien zum Russischen Kaiserreich. Fürst Alexandru Ioan Cuza, Gründer des Fürstentums Rumänien 1859, enteignete die moldauischen Klöster westlich des Pruth, weshalb viele Mönche nach Osten zogen und die Klöster im russischen Einflussbereich Zulauf erhielten. Die Adlige Elena Cantacuzino stiftete 1853 dem Kloster einen Teil ihres Grundbesitzes. Der Bau der zweiten Kirche dauerte von 1854 bis 1911. Sie wurde dem Heiligen Mitrofan von Voronejului geweiht. Es gab nun eine größere Sommerkirche und eine kleinere Winterkirche.
Im Jahr 1916 wurde das bisherige Mönchskloster in ein Nonnenkloster umgewandelt. Die Mönche verteilten sich auf andere Klöster und es kamen während des Ersten Weltkriegs aus Polen geflüchtete Nonnen. Im Jahr 1919 bewirtschafteten 120 Nonnen 50 Hektar Ackerland, 40 Hektar Wald, 3 Hektar Weinreben und Obstgärten. Mit der Annexion Bessarabiens durch die Sowjetunion 1940 waren die Angehörigen der orthodoxen Kirche einer aggressiven atheistischen Propaganda ausgesetzt. Die Nonnen wurden aus dem Kloster vertrieben, kehrten jedoch nach und nach wieder zurück, bis ihre Zahl 1943 etwa 100 erreicht hatte.
Călărășeuca widerfuhr zur Zeit der Moldauischen SSR dasselbe Schicksal wie allen Klöstern, die Anfang der 1960er Jahre geschlossen wurden. Nach seiner Schließung am 8. Juni 1961 diente das Kloster Călărășeuca zunächst als Heim für an Tuberkulose Erkrankte, später als Kinderkrankenhaus, bis die Gebäude schließlich sich selbst überlassen blieben. Mit der Gründung des unabhängigen Staates Moldau eröffneten Nonnen 1991 wieder den Klosterbetrieb. 1999 war die Restaurierung der Hauptkirche abgeschlossen, die kleinere Kirche wurde 2006 neu verputzt.